# Barbora Purchartová
Barbora Purchartová (* 9. Mai 1992 in Prag) ist eine tschechische Volleyballspielerin.

## Karriere

### Verein
Purchartová begann ihre Karriere beim tschechischen Hauptstadtclub Slavia Prag, wo sie zunächst verschiedene Jugendmannschaften durchlief, ehe sie zum Kader ersten Mannschaft stieß. Den Prager Verein verließ sie 2011, um zum deutschen Zweitligisten TSV Sonthofen zu wechseln, für den sie bis 2013 aktiv war. Es folgten Stationen bei VO Sodraep Farciennes (2013–2014) und Dauphines Charleroi (2014–2015) in Belgien sowie beim deutschen Bundesliga-Aufsteiger NawaRo Straubing (2015–2016). Während ihrer Zeit bei NawaRo Straubing erzielte die Mittelblockerin  45 Blockpunkte in 21 Spielen und wies damit eine Blockquote von 78,8 % auf. Des Weiteren erzielte sie 144 Punkte im Angriff.
Anfang Juni 2016 gab der deutsche Meister und Pokalsieger Dresdner SC die Verpflichtung von Barbora Purchartová für zunächst eine Saison bekannt. Dort erreichte die Mittelblockerin mit der Mannschaft in der Saison 2016/17 den dritten Platz in der Meisterschaftswertung. Anfang Mai 2017 gab der Verein bekannt, dass der auslaufende Vertrag von Barbora Purchartová – ebenso wie die Verträge von Jocelynn Birks, Lucie Smutná, Brittnee Cooper sowie Jennifer Cross – nicht verlängert wird. In der Folge wechselte sie nach Polen zum MKS Dąbrowa Górnicza, wo sie in der Saison 2017/18 spielte, ehe sie nach einer Station bei Dinamo Bukarest im Januar 2019 nach Tschechien zurückkehrte und sich dem PVK Olymp Prag anschloss.

### Nationalmannschaft
Die Mittelblockerin ist Teil des Kaders der tschechischen Volleyballnationalmannschaft der Frauen. Sie wurde u. a. bei der Volleyball-Europameisterschaft der Frauen 2015 eingesetzt.